# أيام العلم في فنلندا

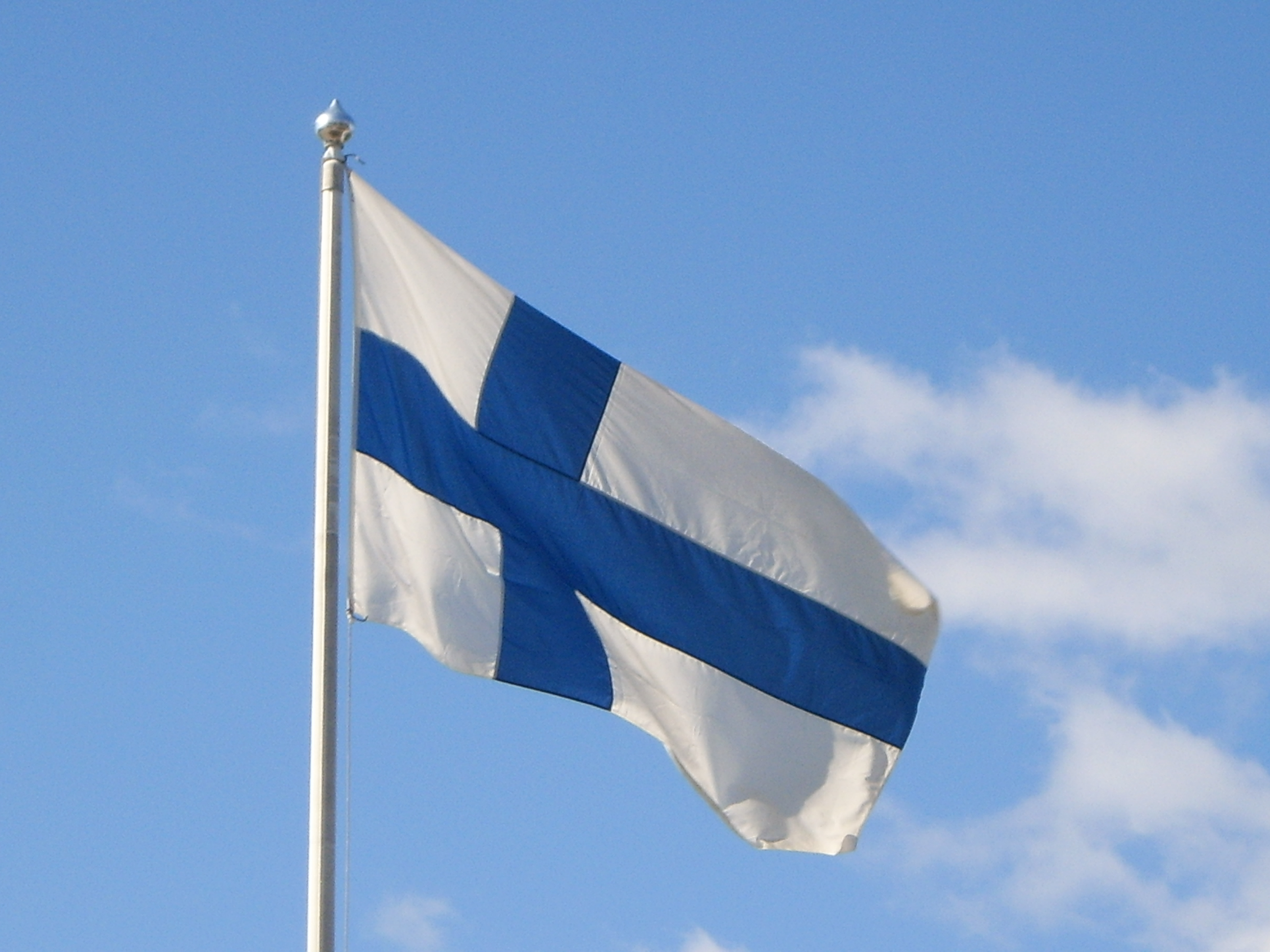
علم فنلندا

بموجب القانون ، يجب أن يظل العلم الفنلندي مرفوعاً على المباني العامة في الأيام التالية:
- 28 فبراير ، يوم كاليفالا ، والمناسبة هي أيضا احتفال بيوم الثقافة الفنلندية
- 1 مايو ، فابو ، عيد العمال الفنلندي
- الأحد الثاني من شهر مايو ، عيد الام
- 4 يونيو ، ذكرى مولد غوستاف مانرهايم ، مارشال فنلندا ، والمناسبة هي أيضاً احتفال بيوم علم قوات الدفاع الفنلندية
- السبت بين 20 يونيو و 26 يونيو ، يوم منتصف الصيف ، والمناسبة هي أيضا احتفال بعيد العلم الفنلندي. يـُرفع العلم ليلة منتصف الصيف في الساعة 6 مساءً وجوية خلال الليل حتى الساعة 9 مساءً من اليوم التالي.
- 6 ديسمبر ، عيد استقلال فنلندا
- أيام إجراء انتخابات البرلمانية والمحلية في فنلندا ، وانتخابات في البرلمان الأوروبي أو استفتاء عام
- يوم افتتاح رئيس فنلندا.

الأيام التي يخفق فيها العلم الفنلندي كعـُرف متبع
بات معتاداً رفع العلم الفنلندي في المناسبات التالية. يتم أيضا سرد التواريخ في التقويم الدولة الفنلندية التي جمعتها جامعة هلسنكي ، ويوصى بأن يتم نقل العلم في هذه المناسبات في الطريقة نفسها كما في تلك التي ينص عليها القانون.
- ، 5 فبراير عيد ميلاد الشاعر الوطني يوهان لودفيغ رونيبيرغ
- 19 مارس ، يوم مولد الكاتبة مينا كانت ، يوم المساواتية ، ابتداءً من عام 2007
- 9 أبريل ، يوم وفاة ميكايل أغريكولا مؤسس مكتوب اللغة الفنلندية ، و مولد إلياس لونروت أحد جامعي الفلكلور ، ويحتفل في هذه المناسبة أيضاً بيوم اللغة الفنلندية
- 27 أبريل ، يوم قدامى المحاربين الوطني
- ، 12 مايو عيد ميلاد دولة يوهان فيلهلم سنلمان
- الأحد الثالث من شهر مايو ، يوم الذكرى لقتلى الحرب الأهلية الفنلندية و الحرب العالمية الثانية
- 6 يوليو ، يوم مولد الشاعر إينو لينو ، والمناسبة هي أيضا احتفال بالشعر والصيف
- 10 أكتوبر ، مولد الكاتب الوطني ألكسس كيفي ، والمناسبة هي أيضاً احتفال بيوم الأدب الفنلندي
- 24 أكتوبر ، يوم الأمم المتحدة
- 6 نوفمبر ، يوم الهوية السويدية
- الأحد الثاني من شهر نوفمبر عيد الأب

رفع العلم يستمر من 8 صباحاً حتى الغروب ، ولكن ، و حتى في فصل الصيف يستمر ذلك على الأكثر حتى 9 مساءً كحد أقصى. و توجد ثلاثة استثناءات :
- في يوم منتصف الصيف يـُرفع العلم من الساعة 6 مساءً من ليلة منتصف الصيف إلى 9 مساءً من يوم منتصف الصيف.
- في يوم الاستقلال يـُرفع العلم من 8:00 صباحاً حتى 8:00 مساءً.
- في أيام الانتخابات ، إن استمرت الانتخابات إلى ما بعد غروب الشمس ، يظل العلم مرفوعاً من 8:00 صباحاً حتى 8:00 مساءً.